# Ricardo Montaner
Pour les articles homonymes, voir Montaner.
Ricardo Montaner, est un compositeur et chanteur argento-vénézuélien, né le 8 septembre 1957 à Avellaneda.

## Biographie
Héctor Eduardo Reglero Montaner est né à Avellaneda et il passe ses premières années dans le sud de Grand Buenos Aires, où il partage une grande amitié avec Gabriel Volpe.
Avec son producteur artistique, le chanteur  compositeur Roberto Luti, qu'il rencontre en 1976, il décide de prendre le nom de scène de Ricardo et le nom de famille de sa mère, Montaner.  Roberto Luti le produit en tant que soliste avec la chanson Mares.
Au cours de sa carrière, Ricardo Montaner crée son label, Hecho a Mano Discos, produisant chanteurs émergents et groupes jusqu'en 2003.
En 2012, il a chante en duo avec sa fille Evaluna Montaner.
Au cours de sa carrière, il a vendu plus de 20 millions de disques[réf. nécessaire].

## Discographie
Singles
| Année de publication | Titre                                                   | Label Discographique          |
| 1978                 | Mares                                                   | Production indépendante       |
| 1983                 | Cada Día                                                | Palacio-Rodven                |
| 1984                 | Ricardo Montaner                                        | Mucer Internacional-Discomoda |
| 1986                 | Ricardo Montaner                                        | Sono-Rodven                   |
| 1988                 | Ricardo Montaner 2                                      | Sono-Rodven                   |
| 1990                 | Un Toque De Misterio                                    | Sono-Rodven                   |
| 1991                 | En El Último Lugar Del Mundo                            | Sono-Rodven                   |
| 1992                 | Los Hijos Del Sol                                       | Sono-Rodven                   |
| 1994                 | Ricardo Montaner y Sus Amigos                           | Sonográfica-EMI Music         |
| 1994                 | Una Mañana y Un Camino                                  | EMI Music Latin               |
| 1995                 | Viene Del Alma                                          | EMI Music Latin               |
| 1997                 | Es Así                                                  | Warner Music Latin            |
| 1999                 | Con La London Metropolitan Orchestra                    | Warner Music Latin            |
| 2001                 | Sueño Repetido                                          | Warner Music Latin            |
| 2002                 | Suma                                                    | Warner Music Latin            |
| 2003                 | Prohibido Olvidar                                       | Warner Music Latin            |
| 2004                 | Para Meus Amigos                                        | Warner Music Brazil           |
| 2004                 | Con La London Metropolitan Orchestra, Vol. 2            | Warner Music Latin            |
| 2005                 | Lo Mejor: Con La London Metropolitan Orchestra          | Warner Music Latin            |
| 2005                 | Todo y Nada                                             | EMI Music Latin               |
| 2007                 | Las mejores canciones del mundo                         | EMI Televisa Music            |
| 2007                 | Las mejores canciones del mundo II - Y algunas mías...! | EMI Televisa Music            |
| 2009                 | Las cosas son como son                                  | EMI Televisa Music            |
| 2012                 | Viajero frecuente (álbum)                               | Sony Music Latin              |
| 2014                 | No Me Hagas Daño                                        | Sony Music Latin              |
| 2019                 | No Me Hagas Daño feat Patricia Zavala et Nicky Jam      | Sony Music Latin              |
| 2021                 | Dios Así Lo Quiso feat Juan Luis Guerra                 |                               |

Compilations
- 1990 : Ricardo Montaner: Colección
- 1992 :
  - Ricardo Montaner: Éxitos (Solo en Argentina).
  - Ricardo Montaner: En la cima del éxito
- 1993 : Éxitos y algo más
- 1994 :
  - Ricardo Montaner y amigos
  - Montaner y sus amigos
  - Ricardo Montaner: Amándonos
- 1995 : Ricardo Montaner 14 grandes éxitos
- 1996 : Ricardo Montaner: Espectacular
- 1997 :
  - Ricardo Montaner, Mijares: Dos grandes
  - Serie 32 Ricardo Montaner: Éxitos y algo más: Los hijos del sol
  - Ricardo Montaner: Éxitos y algo más... Sus mejores canciones
- 1998 :
  - Ricardo Montaner y Rudy La Scala: Regalo romántico de dos grandes
  - Grandes éxitos: Ricardo Montaner
  - Serie total Ricardo Montaner
- 1999 : Serie 2x1
- 2000 :
  - Soy tuyo: mis más grandes éxitos
  - Serie sensacional: La sensación de Ricardo Montaner
  - Ricardo Arjona y Ricardo Montaner Mano a Mano
- 2001 :
  - Ricardo Montaner, Gold
  - Ricardo Montaner, Serie 32
  - Lo mejor de Ricardo Montaner
  - Franco Devita y Ricardo Montaner Mano a Mano
- 2002 : Ricardo Montaner: Esta es mi historia
- 2003 : 
  - Serie de oro: grandes éxitos
  - Ricardo Montaner: Super 6
- 2004 :
  - Éxitos eternos
  - Serie Top 10
  - Colección inmortales Ricardo Montaner
- 2005 : Lo mejor de la London Metropolitan Orchestra
- 2006 :
  - Edición limitada Ricardo Montaner
  - Las Nº 1 de Ricardo Montaner
  - Celebrando la voz de Ricardo Montaner
  - Ricardo Montaner, Amaury Gutiérrez Músicos Y Poetas
  - Ricardo Montaner Mijares Edición Platino
- 2007 :
  - Tan enamorados, Lo Mejor De Mí
  - Ricardo Montaner 15 éxitos
- 2008 :
  - Los románticos
  - Un camino de éxitos
  - La más completa colección
  - Ricardo Montaner & Pires: juntos
  - Ricardo Montaner & Emmanuel: duelo de estrellas
- 2009 : 
  - Mejores canciones de Ricardo Montaner
  - Ricardo Montaner solo éxitos
  - Todo Ricardo Montaner: sus grandes éxitos
- 2010 :
  - 20 grandes éxitos
  - Soy feliz
- 2011 : 
  - Lo más completo de Ricardo Montaner
  - Ricardo Montaner: grandes éxitos
- 2012 :
  - Ricardo Montaner, 40 éxitos
  - Serie Oro Ricardo Montaner
- 2014 : 
  - Lo mejor de... Ricardo Montaner
  - Ricardo Montaner: Romances
- 2016 : Collection Ricardo Montaner